# Gedenkmedaille aus Anlass der Sturmflutkatastrophe 1962

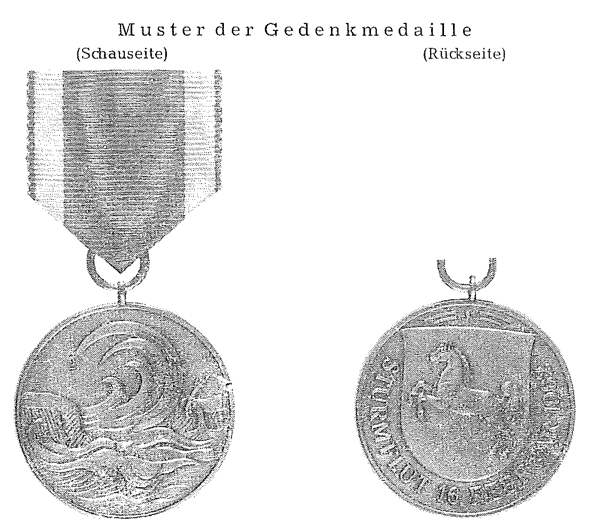
Amtliche Abbildung der Medaille

Die Gedenkmedaille aus Anlass der Sturmflutkatastrophe 1962 ist eine Auszeichnung des Bundeslandes Niedersachsen, welche am 10. April 1962 durch den damaligen Ministerpräsidenten Georg Diederichs im Gedenken an die Hilfeleistung bei der Sturmflutkatastrophe vom 16. Februar 1962 einer Stufe gestiftet wurde. Ihre Verleihung gilt als abgeschlossen.

## Verleihungsbedingungen

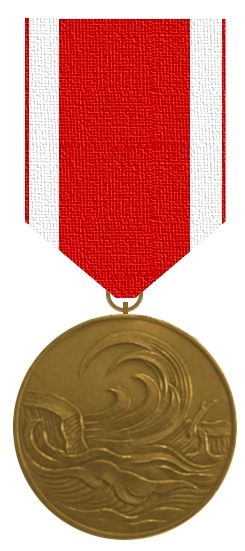
Avers der Medaille in Echtfarben

Die Medaille konnte an alljene verliehen werden, die bei der Deichverteidigungs-, Rettungs- und Aufräumungsarbeiten anlässlich der Sturmflutkatastrophe tätige Hilfe geleistet hatten. Die Verleihung konnte auch posthum verliehen werden. Die Hilfe galt dabei als dann erfüllt, wenn diese als persönlicher Einsatz geleistet wurde und zeitlich wie sachlich im Zusammenhang mit der Sturmflutkatastrophe stand. Der zeitliche Zusammenhang des Einsatzes wurde dabei längstens bis zum 23. Februar 1962 anerkannt. Die Gedenkmedaille wurde dabei grundsätzlich für einen ganztägigen Einsatz verliehen, wobei eine kürzere Hilfeleistung ebenfalls ausreichend war, wenn diese nach der Art der Umstände des Einsatzes die Verleihung der Medaille rechtfertigte. Ferner konnte die Medaille auch an Personen verliehen werden, die gegen Entgelt im Einsatz gestanden hatten (Polizei, Berufsfeuerwehren usw.), wenn diese Helfer im Einsatz über ihre normalen Dienstpflichten hinaus agiert hatten. Wer im Zusammenhang mit der Sturmflut bereits eine andere staatliche Auszeichnung, wie z. B. die Niedersächsische Rettungsmedaille verliehen bekommen hatte, konnte trotzdem mit der Gedenkmedaille geehrt werden.

## Aushändigung
Die Medaillen wurden im Namen des Ministerpräsidenten oder den von ihn ermächtigten Stellen dem Beliehenen nebst Besitzurkunde überreicht. Die Medaille ging dabei in das Eigentum des Beliehenen über. Die Aushändigung von posthumen Verleihungen erfolgte dabei an die Hinterbliebenen.

## Aussehen und Trageweise
Das Avers der bronzenen, 35 mm durchmessenden Medaille zeigt eine symbolische Darstellung einer Sturmflut in Form von Wellen, die sich durch einen gebrochenen Damm in die Landschaft ergießen. Das Revers zeigt mittig das Landeswappen von Niedersachsen sowie die darunter liegende Umschrift: STURMFLUT 16. FEBRUAR 1962. Getragen wird die Medaille an der linken oberen Brustseite des Beliehenen an einem roten Bande. In dieses ist ca. 2 mm vom Saum entfernt beidseitig ein weißer senkrechter Mittelstreifen eingewebt ist. Die Bandschnalle ist von gleicher Beschaffenheit, zeigt jedoch zusätzlich eine 10 mm durchmessende Miniatur des Revers der Medaille.